# Nghệ thuật thời kỳ Phục Hưng

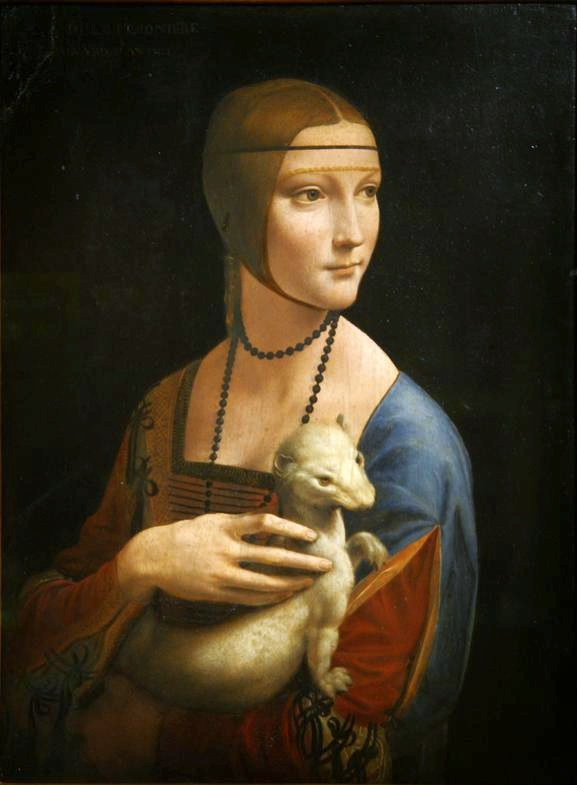
Leonardo da Vinci, Người đàn bà và con chồn- Bảo tàng Czartoryski, Kraków, Ba Lan

Filippo Brunelleschi, Lorenzo Ghiberti và Donatello là những người mở đường cho hướng đi mới trong nghệ thuật có tiền thân là Nicola Pisano, Giotto di Bondone và những nghệ sĩ khác. Nói chung, ở Ý thời gian khoảng từ 1420 đến 1600 được gọi là thời kỳ Phục Hưng, trong châu Âu còn lại là thời gian từ 1500 đến 1600.
Bên cạnh sự mô phỏng theo nghệ thuật Cổ đại là việc nghiên cứu thiên nhiên tích cực hơn, một khía cạnh quan trọng trong lịch sử phát triển của nghệ thuật Phục Hưng. Ngay trước Vasari, nhiều nhà thơ như Boccaccio đã khen ngợi họa sĩ Giotto có thể vẽ lại sự vật giống như trong tự nhiên mà không có ai trước ông đạt được. Xu hướng tạo hình sự vật và con người theo tự nhiên từ đấy là một trong những ý muốn chính của các nghệ sĩ. Thế nhưng phải đến thế kỷ 15 thì các nghệ sĩ mới đạt được đến một cách miêu tả theo tự nhiên gần như hoàn hảo. Vì thế mà các sử gia về nghệ thuật thường giới hạn khái niệm Phục Hưng cho các miêu tả nghệ thuật trong thế kỷ 15 và thế kỷ 16.
Gắn liền với yêu cầu tự nhiên trong nghệ thuật là sự tôn vinh thời kỳ Cổ đại của các nghệ sĩ. Người ta ngưỡng mộ các tác phẩm nghệ thuật thời Cổ đại như là các ví dụ điển hình trong việc miêu tả theo tự nhiên và vì thế là các ví dụ đáng được mô phỏng theo trong lúc tự diễn đạt tự nhiên. Ngoài ra nhà lý thuyết về kiến trúc người Ý, Leone Battista Alberti, còn đòi hỏi các nhà nghệ thuật "không những ngang bằng với các danh nhân thời kỳ Cổ đại mà còn phải cố gắng vượt lên trên họ". Tức là nghệ thuật không những phải diễn đạt lại một cách trung thực thực tế mà còn phải cố gắng cải thiện và làm hoàn hảo tấm gương của tự nhiên.
Bên cạnh xác định mới về quan hệ của nghệ thuật đối với tự nhiên và việc ngưỡng mộ thời kỳ Cổ đại, thời kỳ Phục Hưng cũng đặt câu hỏi về bản chất của cái đẹp. Các nghệ sĩ cố gắng diễn tả một con người đẹp toàn hảo. Kích thước và tỉ lệ lý tưởng đều đóng một vai trò trong việc diễn tả cơ thể con người trong hội họa và điêu khắc cũng như trong phác thảo kiến trúc. Với cách phối cảnh cổ điển các nghệ sĩ đã phát triển một phương pháp để diễn tả sự rút ngắn trong chiều sâu không gian với tính chính xác của toán học.
Thông thường người ta chia thời kỳ lịch sử nghệ thuật Phục Hưng, đặc biệt là Phục Hưng Ý, ra làm 3 giai đoạn chính:
1. Sơ Phục Hưng (tiếng Anh: Early Renaissance)
2. Thịnh Phục Hưng (tiếng Anh: High Renaissance)
3. Hậu Phục Hưng hay Mannerism

Giai đoạn đầu của thời kỳ Phục Hưng (từ khoảng 1420 đến 1490/1500) khởi điểm từ thành phố Firenze (tiếng Anh: Florence) với những bức tượng của Donatello, tranh phù điêu đồng của Ghiberti, bích họa của Masaccio và các công trình xây dựng của Filippo Bruelleschi. Thời gian từ khoảng 1490/1500 cho đến 1520 là đỉnh cao của thời kỳ Phục Hưng. Trung tâm của thời kỳ vươn đến hoàn mỹ và hài hòa cao độ này là thành phố Roma của giáo hoàng. Đây là thời gian của phác thảo kiến trúc cho nhà thờ thánh Peter ở Roma của Bramante, các bức họa nổi tiếng nhất của Leonardo da Vinci, của Raffaello, các bức tượng và bích họa của Michelangelo cũng như các tác phẩm khắc đồng của Albrecht Dürer. Sau đó là thời kỳ Hậu Phục Hưng hay Mannerism với đặc trưng là có nhiều xu hướng nghệ thuật khác nhau. Mannerism có khuynh hướng cường điệu hóa kho tàng hình dáng của Phục Hưng (Ví dụ như diễn tả cơ thể con người được kéo dài ra và uốn cong trong một cử động mạnh). Giai đoạn cuối của thời kỳ Hậu Phục Hưng dần dần chuyển sang phong cách Baroque.
Thế nhưng thời kỳ Phục Hưng không diễn ra theo một khuôn mẫu hoàn toàn giống nhau trên khắp châu Âu. Trong khi tinh thần Phục Hưng bắt đầu rất sớm và đặc biệt nở rộ ở Ý, có ảnh hưởng đều khắp trong hội họa, điêu khắc và kiến trúc thì mãi đến khoảng năm 1500 hay sau đó thời kỳ Phục Hưng mới bắt đầu ở phía Bắc của châu Âu và cũng chỉ chiếm ưu thế một phần, đồng thời mang nhiều tính cách dân tộc. Trong các quốc gia khác ngoài Ý kiến trúc và điêu khắc chịu ảnh hưởng nhiều hơn là hội họa. Tại Pháp và Đức phong cách cổ đại được hòa trộn với nhiều yếu tố dân tộc, nổi bật trong thời kỳ đầu của Phục Hưng hơn là trong thời kỳ Hậu Phục Hưng, thời kỳ mà hình dáng được thể hiện đầy đặn và mạnh mẽ hơn, chuyển đến cường điệu hóa của phong cách Baroque. Phong cách Phục Hưng tại Hà Lan, Ba Lan, Anh và Tây Ban Nha cũng mang sắc thái dân tộc.

## Các nghệ sĩ nổi tiếng trong thời kỳ Phục Hưng
| - Lorenzo Ghiberti (1381–1455) - Donatello (1386–1466) - Fra Angelico (1387–1455) - Paolo Uccello (1397–1475) - Hans Multscher (ca. 1400–1467) - Masaccio (1401–1428) - Leone Battista Alberti (1404–1472) - Andrea Mantegna (1431–1506) - Andrea del Verrocchio (1436–1488) - Israhel van Meckenem Trẻ (1440/45–1503) - Donato Bramante (ca. 1444–1514) - Sandro Botticelli (1444/1445–1510) - Giuliano da Sangallo (1445–1516) - Domenico Ghirlandaio (1449–1494) - Pietro Perugino (ca. 1448–1523) - Leonardo da Vinci (1452–1519) - Luca Signorelli (ca. 1450–1523) - Andrea Sansovino (1460–1529) - Hans Holbein Già (khoảng 1465–1524) - Albrecht Dürer (1471–1528) - Hans Dürer - Stanisław Samostrzelnik - Eberhard Rosemberger - Francesco Florentino | - Lucas Cranach Già (1472–1553) - Fra Bartolommeo (1474–1517) - Michelangelo Buonarroti (1475–1564) - Tiziano Vecellio (1477–1576) - Giorgione (khoảng 1477–1510) - Hans Burgkmair Già (1473 - 1531) - Albrecht Altdorfer (1480–1538) - Raffaello (1483–1520) - Antonio da Sangallo (1485–1546) - Andrea del Sarto (1486–1531) - Jacopo Sansovino (1486–1570) - Correggio (1489–1534) - Lucas von Leyden (1494–1533) - Hans Holbein Trẻ (khoảng 1497–1543) - Heinrich Aldegrever (1502–1555/61) - Parmigianino (1503–1540) - Lucas Cranach Trẻ (1515–1586) - Tintoretto (1518–1594) - Pieter Bruegel Già (khoảng 1525–1569) - Santi Gucci (1530-1600) - Bartolommeo Berrecci - Giovanni Baptista di Quadro - Bernardo Morando - Benedykt từ Sandomierz |

## Âm nhạc
Đầu tiên, trường phái âm nhạc Hà Lan chiếm lĩnh ưu thế trong âm nhạc Phục Hưng, bắt đầu từ giữa thế kỷ 16 nhiều thúc đẩy cơ bản đến từ Ý, đặc biệt là các trường phái soạn nhạc như Florentine Camerata, trường phái soạn nhạc Roma và trường phái soạn nhạc Venezia.
Một số nhà soạn nhạc thời kỳ Phục Hưng:
- Guillaume Dufay (1400–1474)
- Johannes Ockeghem (1425–1497)
- Josquin Desprez (1440–1505)
- Heinrich Isaac (1450–1517)
- Jacob Obrecht (1450–1505)
- Paul Hofhaimer (1459–1537)
- Mateu Fletxa el Vell (1481-1553)
- Ludwig Senfl (1486–1543)
- Thomas Tallis (1505–1585)
- Hans Neusiedler (1508–1563)
- Giovanni da Palestrina (khoảng 1525–1594)
- Orlando di Lasso (1532–1594)

## Kiến trúc
Xem bài chính Kiến trúc Phục Hưng.

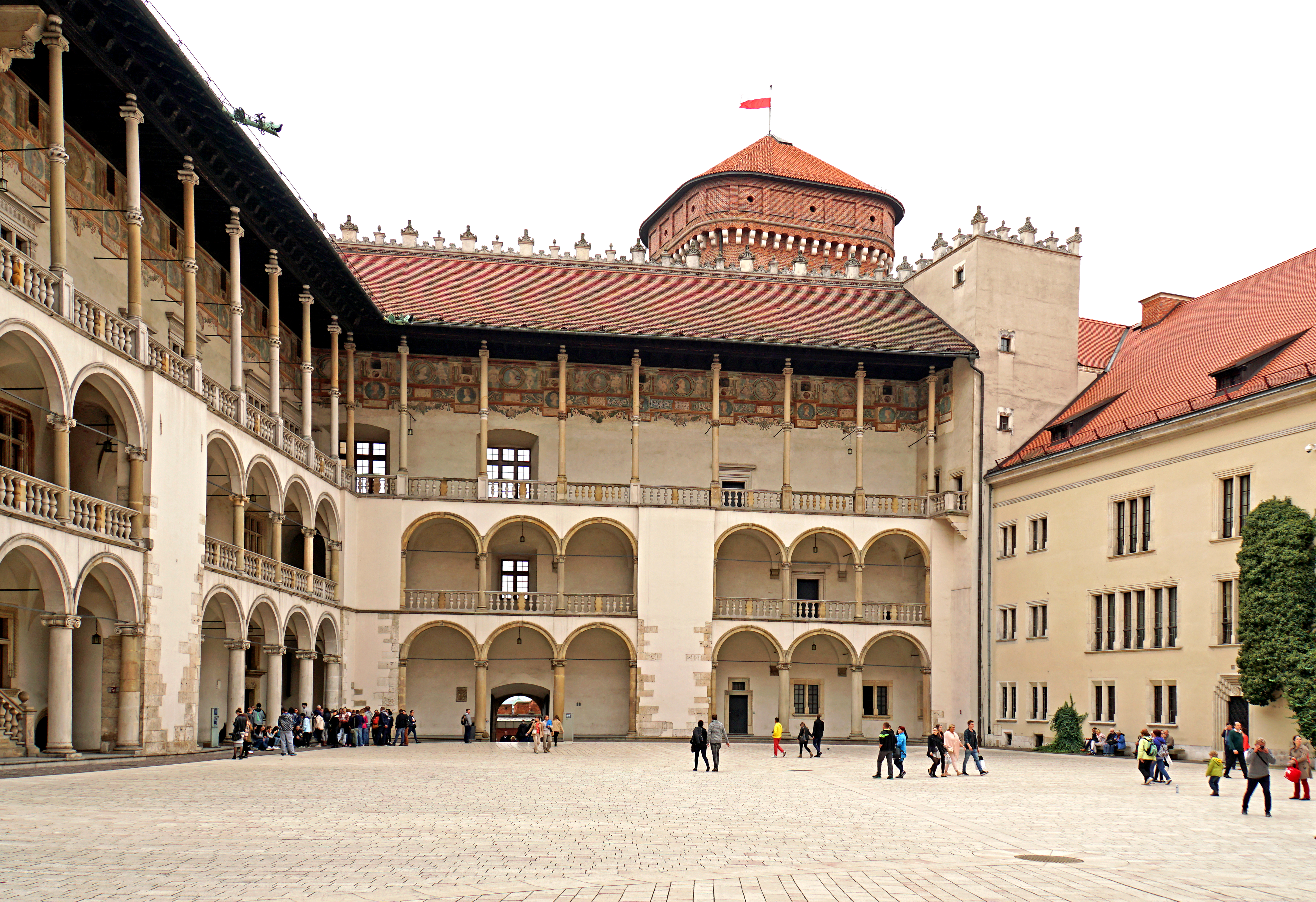
Bartolommeo Berrecci - Wawel, Kraków

Về nguyên tắc có thể phân biệt hai xu hướng khác nhau trong kiến trúc Phục Hưng. Một xu hướng hồi sinh các đường nét thời kỳ Cổ đại một cách nghiêm khắc. Tại Ý, Donato Bramante đã đạt đến mục tiêu này trong đỉnh cao của thời kỳ Phục Hưng vào khoảng năm 1500 và từ đó chiếm lĩnh ưu thế trong kiến trúc trên toàn nước Ý. Các công trình xây dựng Phục Hưng ở Ý được phác thảo trong sáng và hài hòa cân đối. Trong sơ đồ mặt bằng các kiến trúc sư hướng về các hình dáng đơn giản lý tưởng trong hình học như hình vuông hay hình tròn. Các chi tiết kiến trúc như cột, trụ bổ tường, đầu cột, đầu hồi tam giác,... đều trực tiếp dựa vào kiểu mẫu thời Cổ đại. Bên cạnh đó là các phát triển mới dẫn xuất từ khuôn mẫu của thời kỳ Cổ đại. Tất cả các phần xây dựng riêng lẻ đều phải được hòa hợp với nhau và với toàn bộ tòa nhà. Các luận thuyết kiến trúc của nhà xây dựng nổi tiếng người La Mã Vitruvius được tham khảo để tìm ra những tỷ lệ tương quan lý tưởng.
Xu hướng thứ hai tuy cũng dựa vào thời kỳ Cổ đại nhưng biến đổi hình dáng các yếu tố xây dựng tương tự như nghệ thuật xây dựng thời Trung cổ, không vươn đến một nghệ thuật xây dựng theo các định luật một cách nghiêm ngặt. 
Nói chung khi nền văn hóa càng bám rễ sâu trong thời Trung cổ mang dấu ấn của miền Bắc châu Âu thì phong cách kiến trúc tương tự của Phục Hưng càng mạnh, tức là trước tiên là ở vùng Trung Âu và Bắc Âu. Trên bán đảo Iberia hai xu hướng này tồn tại bên cạnh nhau cho đến thời kỳ Baroque. Tại vùng châu Âu của Đức và Ba Lan hai xu hướng này được trộn lẫn một phần (Ví dụ như lâu đài Heidelberg (Đức) hay lâu đài tại Wawel, Kraków (Ba Lan), thế nhưng xu hướng tương tự vẫn chiếm ưu thế cho đến thời gian cuối.